# Бещадський повіт
Бещадський повіт (пол. powiat bieszczadzki) — один з 21 земських повітів Підкарпатського воєводства Польщі. Прадавня українська етнічна територія.
Утворений 1 січня 1999 року внаслідок адміністративної реформи. Має найменшу густину населення серед усіх повітів Польщі. Також це один із найменш населених повітів Польщі (другий з кінця).

## Загальні дані
Повіт знаходиться на прадавніх етнічних українських землях. У результаті депортацій українського населення 1944-1946 років та операції "Вісла" у 1947 багато сіл було знищено і зникли з політичних карт. Про їхнє існування сьогодні нагадують лише занедбані цвинтарі та поодинокі руїни колишніх будівель.
Повіт знаходиться у південно-східній частині воєводства. Межує на сході з Україною, на півночі — з Перемиським повітом, на заході — з Ліським повітом, на півдні — з округом Снина (Словаччина).
Адміністративний центр — місто Устрики-Долішні.
Станом на 1.01.2008 населення становить 22 106 осіб, площа 1139,06 км².

## Адміністративний поділ
У склад повіту входять:

### Ґміни місько-сільські
- Устрики-Долішні

### Ґміни сільські
- Чорна
- Літовищі

## Демографія
Демографічні дані повіту станом на 30.06.2005:
|       | Всього | Всього | Жінки  | Жінки | Чоловіки | Чоловіки |
| ----- | ------ | ------ | ------ | ----- | -------- | -------- |
|       | осіб   | %      | осіб   | %     | осіб     | %        |
| Повіт | 22 268 | 100    | 11 176 | 50,2  | 11 092   | 49,8     |
| Міста | 9532   | 100    | 4921   | 51,6  | 4611     | 48,4     |
| Села  | 12 736 | 100    | 6255   | 49,1  | 6481     | 50,9     |